# 介良事件
介良事件（けらじけん）とは、1972年（昭和47年）9月、高知県高知市東部の介良地区で、当時の中学生数人が両手に乗る大きさの小型未確認飛行物体を捕獲したとされる事件である。介良小型UFO捕獲事件（けらこがたユーフォーほかくじけん）とも呼ばれる。

## 目撃と捕獲
1972年8月、地元に住む中学生の少年数人が水田の上を発光しながら飛び回る物体を目撃する。少年たちはその後も物体を目撃し、9月には物体が着陸しているところを捕獲して少年の自宅へ持ち帰った。捕獲された物体は保管中に消えてまた近所で捕獲されるといった事を何度か繰り返し、最後に消えた後は目撃されていない。捕獲された物体は9人の中学生と、その一部の親が確認している。

## 物体
捕獲後に観察した少年たちによると、物体は銀色、重量1.3-1.5kg、高さ約7cm、幅約18cm。スケッチでは山高帽に似た形状をしている。底面には青海波の模様や鳥の図柄があり、その中央部には複数の細かい穴が空いていた。穴の中にはラジオの様な部品が見えたという。
その後、証言を元に日本宇宙現象研究会大阪支部長が精巧なレプリカを作製している。なお、実物の写真は遠方から撮影されたものが一枚あるのみで、詳細な写真は全て撮影に失敗したという。

## 報道
物体がなくなってから、少年の一人がアマチュア天文家・関勉が出演するラジオ番組に電話を掛けて事件を伝え、関が少年たちに取材して天文雑誌で発表する。その雑誌を見た日本テレビ『11PM』のプロデューサーが番組で取り上げる。

## 悪戯説
物体の目撃者が多数おり、その目撃者も口裏を合わせて嘘をついている様子が無いという事で信憑性の高い話とされていたが、その物体が飛行している様子を確認したというのは4名のみで、他は捕獲された後の動かない物体しか見ていない。また、捕獲した少年の一人は手品が得意だったとされており、その少年らが仕込んだ悪戯を他の少年らが本気で信じ込んでしまった可能性が指摘されている。
また2016年5月3日にNHKラジオ第1で放送された「ラジオアドベンチャー奇界遺産 vol.2」では、最初にこの事件を報じた関勉が証言を行った。それによると、関のアマチュア天文仲間に高校教師がおり、その教師の勤めていた高校に中心人物の少年が入学してきたので、教師がこの事件が本当の話か聞いたところ「実は作り事だった」と答えたという。関はこの教師からその話を聞き、それによって関の中では事件は解決したと語った。
物体の正体については、当時実物を見せられた大人が「銀色に塗られた煙草盆（灰皿）の様だった」と語っており、後年になって証言と酷似した鋳物の灰皿の存在が確認されている。